# Modesto García Martí
Modesto García Martí, řeholním jménem Modesto z Albocáceru (17. ledna 1880, Albocácer – 13. srpna 1936, Albocácer) byl španělský římskokatolický kněz, řeholník Řádu menších bratří kapucínů a mučedník. Katolická církev ho uctívá jako blahoslaveného.

## Život
Narodil se 17. ledna 1880 v Albocáceru v provincii Castellón jako třetí ze sedmi dětí Francisca Garcíi a Joaquiny Martí. Pokřtěn byl 19. ledna ve farnosti Nuestra Señora de la Asunción v Albocáceru. Jako dítě vstoupil do kapucínského semináře v Massamagrellu. Dne 1. ledna 1896 přijal řeholní hábit. Dne 3. ledna 1897 složil své časné sliby a 6. ledna 1900 složil věčné sliby. Filosofická studia dokončil v Orihuele a teologii v Massamagrellu. Dne 19. prosince 1903 byl vysvěcen na kněze. Většinu své apoštolské služby vykonával jako misionář v kolumbijské Bogotě.
Po svém návratu do Španělska byl jmenován kvardiánem ve Valencii. Podle svědectví byl velmi mírumilovný a laskavý.
Během vypuknutí Španělské občanské války a počátku pronásledování katolické církve v červenci 1936 byl kvardiánem v L'Olleria. Klášter byl zrušen a kostel byl vypálen. Otec Modesto se uchýlil ke své sestře do Albocáceru. Zde se ukrýval se svým bratrem Mosénem Miguelem, který byl diecézním knězem. Pro větší bezpečí odešli na statek „la Masá“, zde otce Modesta zatkli ozbrojení milicionáři. Svým věznitelům se vzdal s klidem a pokorou. Byl zabit 13. srpna ve čtyři hodiny odpoledne mezi Albocácerem a statkem. Jeho ostatky byly pohřbeny do hromadného hrobu v Albocáceru. Po exhumaci ostatků bylo zjištěno že jeho lebka byla skrz na skrz proražena hřebem. Dnes ostatky spočívají v hrobě na tamějším hřbitově.

## Proces blahořečení
Dne 17. prosince 1957 byl ve valencijské arcidiecézi zahájen jeho proces blahořečení. Do procesu bylo zařazeno také dalších jedenáct kapucínů, pět klarisek-kapucínek a jedna bosá augustiniánka.
Dne 20. prosince 1999 uznal papež Jan Pavel II. jejich mučednictví. Blahořečeni byli 11. března 2001.